# Kostel Narození svatého Jana Křtitele (Děkov)
Kostel Narození svatého Jana Křtitele je dominantou obce Děkov ležící na severozápadě rakovnického okresu. Objekt je památkově chráněný.
První písemná zmínka o farním kostele v Děkově pochází z roku 1381. Na jeho místě byl v roce 1664 postaven raně barokní kostel nový, který byl v roce 1729 přestavěn a roku 1868 rozšířen. Kostel je jednolodní, má trojboce zakončené kněžiště a u severní strany stojí hranolová věž. Hladké fasády jsou členěné segmentově ukončenými okny. Většina interiéru má plochý strop, pouze sakristie v podvěží je zaklenuta křížovou klenbou. Hlavní oltář pochází z konce sedmnáctého století a doplňují jej dva boční oltáře zasvěcené Panně Marii a Nejsvětějšímu Srdci Páně. Kazatelna je ze druhé poloviny sedmnáctého století.